# サザビーリーグ
株式会社サザビーリーグ（英: SAZABY LEAGUE, Ltd.）は、SAZABYやAfternoon teaなどのブランドで、バッグ・アクセサリー・生活雑貨・衣料品などの企画・販売、飲食店の運営などをグループで行っている会社。
2005年12月に、株式会社サザビーから、株式会社サザビーリーグに商号変更した。2008年4月から純粋持株会社に移行。2011年3月に、マネジメント・バイアウトにより上場廃止。2015年3月には事業子会社を合併し、事業会社に戻った。
「ひとつ先のライフスタイル」を提案している。かつて創業者の兄角田雄二が設立したスターバックスコーヒージャパンは同社の関連会社であった。なお米国ニューヨーク州に存在する国際競売会社サザビーズとは無関係である。

## グループの展開ブランド

### 本体事業
ファッション、小物類
- ロンハーマン (Ron Herman)
- RHC ロンハーマン
- カナダグース
- レイニングチャンプ
- フランク&アイリーン
- And A
- エストネーション
- ベアフット ドリームス
- デミリー
- ジェイ・サバティーノ
- ラジャンス
- ナバアサナ
- ラクエル・アレグラ
- SAZABY
- ミズキ
- カンペール
- ノジェス
- マニエール･ド･ノジェス
- アガット
- ベルシオラ
- シルバースプーン
- pilliq
- ジョンエリオット
- HOUSE OF LOTUS

雑貨・飲食
- Afternoon Tea
- コクーニスト
- フライングタイガー
- ソープトピア
- マリエオーガニクス
- レイチェル アシュウェル シャビーシック クチュール
- レストランKIHACHI
- TAACOBA
- LE SUN PALM
- シェイク・シャック
- AKOMEYA TOKYO
- rejiig
- シェアードテラス

系列子会社展開
- ファーイーストカンパニー
  - ANAYI
  - allurevile
- 3.1フィリップ・リム
- アメリカン・ラグ・シー

## 沿革
- 1972年（昭和47年）4月26日 - 鈴木陸三が株式会社サザビー設立。設立当初は、家具の輸入販売を目的としていた。
- 1981年（昭和56年）9月 - 生活雑貨とティールームを複合した「Afternoon Tea」1号店を開店
- 1985年（昭和60年）4月 - 「SAZABY」1号店を開店
- 1990年（平成2年）6月 - アクセサリーブランド「agete」1号店を開店
- 1995年（平成7年）
  - 4月1日 - 株式の額面変更を目的として、現法人が（旧）株式会社サザビーを吸収合併して、株式会社サザビーに商号変更。
  - 10月 - 米国Starbucks Coffee International, Inc.との合弁にて、スターバックスコーヒージャパン株式会社を設立。サザビー社長鈴木陸三の兄である角田雄二が代表取締役社長に就任。
- 1996年（平成8年）8月2日 - 東京都銀座に、北米地区以外では初めてとなる日本1号店を出店。
- 1997年（平成9年）9月1日 - 日本証券業協会（現・JASDAQ）に株式を店頭登録
- 2005年（平成17年）12月 - 社名を株式会社サザビーリーグ（初代）に変更
- 2008年（平成20年）4月 - 各事業部門を新設分割により以下の子会社4社とし、純粋持株会社へ移行
  - アフタヌーンティーリビング事業部（Afternoon Tea Living）を、株式会社アイシーエルに分割。
  - アフタヌーンティーフード事業部（Afternoon Tea Tearoom、SADEU）を、株式会社ビーエルティーに分割。
  - サザビー事業部（「SAZABY」「VIASAZABY」ブランドのバッグ・革小物等販売）を、株式会社バゲージハンドラーズに分割。
  - アガット事業部（「agete」「NOJESS」等のアクセサリー・服飾雑貨等販売）を、株式会社エーアンドエスに分割。
- 2009年（平成21年）8月1日 - 株式会社ビーエルティーが株式会社キハチアンドエスを吸収合併し、アイビー株式会社に商号変更。
- 2011年（平成23年）
  - 1月18日 - マネジメント・バイアウトを目的とした株式公開買付けの結果、株式会社AHA[注釈 1]が株式の91.39％を取得し、親会社となる。
  - 3月25日 - 上場廃止。
  - 3月30日 - 会社が全部取得条項付普通株式を取得して、株式会社AHA以外の株主が1株未満となるように種類株式の交付する方法で、AHAが完全子会社化。
  - 10月 - 株式会社AHAが株式会社サザビーリーグ（初代）を吸収合併し、株式会社サザビーリーグ（2代）に商号変更。
- 2014年（平成26年）10月 - 保有するスターバックスコーヒージャパンの全株式を、米国スターバックス・コーポレーションに500億円で売却[2]。
- 2015年（平成27年）3月 - 株式会社エストネーション、株式会社アイシーエル、アイビー株式会社を吸収合併。事業会社に戻る。
- 2020年（令和2年）4月 - 創業者で元会長の鈴木陸三が、同社株の売却益を巡って東京国税局から約130億円の申告漏れを指摘されていたことが判明[3]。
- 2022年（令和4年）1月 - 東京国税局から受けた約80億円の追徴課税処分を巡り、国税不服審判所は創業者らの主張を認め課税の全額を取り消す裁決をした[4]。

## 関連会社
- 株式会社バゲージハンドラーズ（完全子会社）
- 株式会社エーアンドエス（完全子会社）
- 株式会社ファーイーストカンパニー（完全子会社）
- アメリカンラグ シー ジャパン株式会社（80%出資）
- 株式会社タアコバ（80%出資）
- 株式会社ピナ（90%出資）
- 株式会社3.1フィリップリム・ジャパン（80%出資）
- Zebra Japan 株式会社  （50%出資）
- 株式会社サザビーリーグHR （完全子会社）
- サザビーリーグ（上海）有限公司（完全子会社）
- 統一午茶風光股份有限公司 （49%出資）

## 以前展開していたブランド
- agnes b（アニエス・ベー）（日本法人のアニエスベーサンライズは、当初サザビーとの合弁会社であったが、2005年3月末で合弁契約が解消され、フランス本社の完全子会社となった）